# Louis Vezant
Louis „Loulou“ Vezant (* 25. Januar 1931 in Paris; † 18. Januar 2015 in Paray-le-Monial) war ein französischer Jazzmusiker (Trompete).

## Leben und Wirken
Vezant war Sohn des professionellen Trompeters Louis Vezant. Er lernte zunächst Klavier bei Raoul Gola, dann Trompete, insbesondere bei Raymond Sabarich und spielte 1947 bei Hubert Rostaing at sa Jam Session, mit dem Aufnahmen für das Label Swing entstanden („Chelsea Bridge“). Mit Vermittlung seines Vaters konnte er ab 1948 in den großen Varieté- und Jazzorchestern Arbeit finden, u. a. im Moulin Rouge und im Casino de Paris. Ab den 1950er-Jahren arbeitete er bei Benny Bennet (1953, 1958), Alix Combelle (1954), Noël Chiboust, Roger Fisbach, Quincy Jones (1959), außerdem mit Caterina Valente, Sammy Davis, Jr., Jean-Claude Pelletier, Lionel Hampton/Dexter Gordon und Ivan Jullien.
In den 1960er-Jahren gehörte Vezant dem Orchester von Boulou Ferré an, in späteren Jahren spielte er bei Sonny Grey (In Concert at the II Festival Internacional de Barcelona 1967), Bill Coleman, Jean-Claude Naude, Bob Quibel, Aimé Barelli, Claude Bolling et le Showbiz Band, François Rauber und bei Gérard Badini Super Swing Machine. Im Bereich des Jazz war er laut Tom Lord zwischen 1965 und 1989 an sieben Aufnahmesessions beteiligt, außerdem mit Diahann Carroll und Nancy Holloway, im Bereich der Unterhaltungsmusik auch mit den Orchestern von Gilles Pellegrini und Jacques Jay.